# Ploščaď Iljiča (stanice metra v Moskvě)
Ploščaď Iljiča (rusky Площадь Ильича) je stanice moskevského metra.

## Charakter stanice
Stanice se nachází na Kalininské lince, v její západní polovině a ve východní části metropole. Je podzemní, hluboko založená (46 m pod povrchem), ražená, trojlodní a přestupní. Střední loď je zkrácená, na ukončené straně je busta Vladimíra Iljiče Lenina; prostor pro cestující je obložen několika druhy mramoru, žuly a labradoritu a na stěně za nástupištěm jsou plastiky s vyobrazeným srpem a kladivem. Ze stanice vede jeden výstup eskalátorovým tunelem do podpovrchového vestibulu, je umožněn také i přestup na linku Ljublinskaja (stanice Rimskaja). Stanice byla pojmenována po stejnojmenné ulici nad ní vedoucí, jejíž název však byl v 90. letech změněn na Rogožskaja zastava (rusky Рогожская застава). Sílí tak i hlasy pro přejmenování stanice samotné. Veřejnosti slouží od 30. prosince 1979 a od roku 1995 i jako přestupní. Přestup je řešen vyvedením tunelu pro pěší ze střední lodi po schodech nad nástupiště, kolmo k ose stanice (podobně tomu je například i v pražském metru).